# Orbea (equip ciclista 1971-1973)
Orbea va ser un equip ciclista espanyol que competí entre 1971 i 1973. A les grans voltes només participà a la Volta a Espanya de 1971
En aquest equip Miguel María Lasa guanyà la Volta a Mallorca (1971) i el Gran Premi de Navarra (1971).